# Ihľany
Ihľany ist eine Gemeinde in der Ostslowakei nordöstlich von Kežmarok mit 1563 Einwohnern (Stand 31. Dezember 2024).

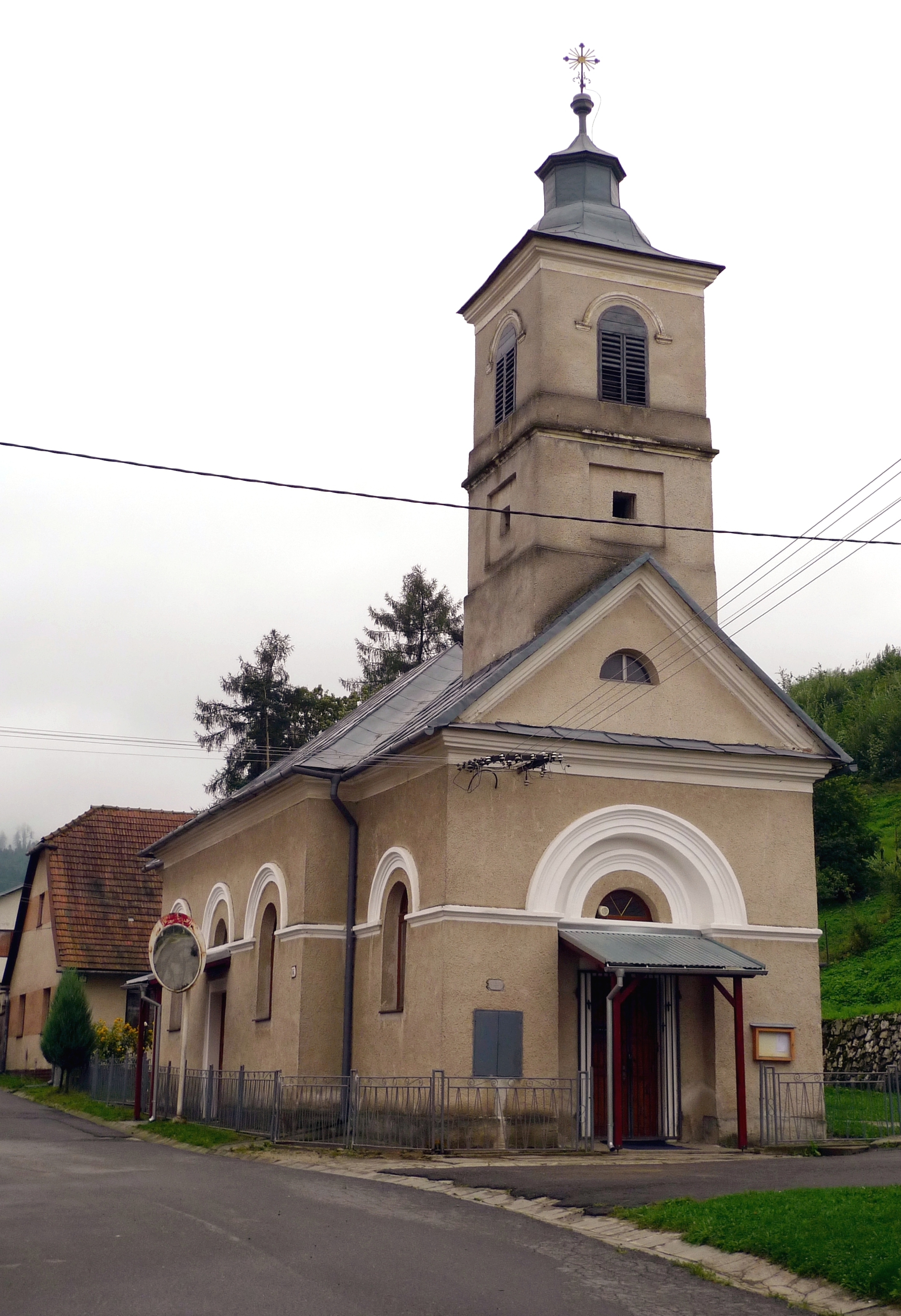
Kirche

Sie wurde 1960 durch Zusammenschluss folgender Gemeinden gebildet:
- Stotince (deutsch Hodermark, vor 1920 Hundertmarkt, Hundertmorgen; ungarisch seit 1907 Száztelek; erste Erwähnung 1307)
- Majerka (deutsch seit 1927 Meierhöfen; erste Erwähnung 1307; wurde vor 1895 aus der Gemeinde Ľubica ausgegliedert und hieß bis 1961 Ihlanovce).

Sie liegt an den westlichen Ausläufern der Leutschauer Berge (Levočské vrchy) und größtenteils in der Niederung des Hollomnitz-Baches (Holumnický potok) östlich der Stadt Spišská Belá. Der Name des Ortes bezieht sich auf den Berg Ihla (deutsch „Nadel“, 1284 m), welcher sich östlich des Ortes befindet.

## Bevölkerung
| Jahr                | 1994 | 2004     | 2014     | 2024    |
| ------------------- | ---- | -------- | -------- | ------- |
| Anzahl der Personen | 1154 | 1344     | 1498     | 1563    |
| Unterschied         |      | +16,46 % | +11,45 % | +4,33 % |

| Jahr                | 2023 | 2024    |
| ------------------- | ---- | ------- |
| Anzahl der Personen | 1556 | 1563    |
| Unterschied         |      | +0,44 % |

Ergebnisse nach der Volkszählung 2001 (593 Einwohner):
| Nach Ethnie: - 85,13 % Slowaken - 13,43 % Zigeuner - 0,32 % Russinen - 0,16 % Tschechen | Nach Konfession: - 79,54 % römisch-katholisch - 17,91 % griechisch-katholisch - 1,28 % keine Angabe - 0,48 % orthodox |